# Rosa María Visiedo Claverol
Rosa María Visiedo Claverol és llicenciada en Ciències de la informació per la Universitat Politècnica de València, i doctora per la Universitat Complutense de Madrid. Des del 14 d'octubre de 2011 és la Rectora de la Universitat Cardenal Herrera CEU. És la primera dona que assoleix el càrrec de rectora a una Universitat del País Valencià.
El 1992 es va llicenciar amb premi extraordinari en Ciències de la Informació a la Universitat Politècnica de València, i va fer el seu doctorat en Ciències d'Informació (Màrqueting) a la Universitat Complutense de Madrid. Des de 1996 és docent a la Facultat de Ciències Socials i Jurídiques, on va ser degana des de 2002 fins a 2005 quan va esdevenir Vicerrectora de Comunicació, Qualitat i Convergència Europea. Ha estat també Secretària General del CEU. En 2011 va ser escollida com a rectora de la Universitat CEU Cardenal Herrera en substitució de Don José María Díaz y Pérez de la Lastra.
El 2013 obtingué el Premi Isabel Ferrer, atorgat per la Generalitat Valenciana a persones que des de qualsevol àmbit es distingeixen per la seua labor a favor de la igualtat d'oportunitats entre dones i homes.